# Tobias Hume
Tobias Hume (ur. około 1569, zm. 16 kwietnia 1645)  - angielski kompozytor, gambista.
Niewiele wiadomo na temat jego życia. Spekuluje się, że urodził się w 1569, ponieważ wstąpił do londyńskiej kartuzji w 1629, a warunkiem koniecznym do tego było ukończenie 60 lat. Na życie zarabiał jako żołnierz, prawdopodobnie najemnik. Był oficerem w armii szwedzkiej i rosyjskiej .
Opublikował dwa zbiory z utworami na violę da gamba oraz z pieśniami. Pierwszy, The First Part of Ayres (znany także jako Musicall Humors) wydany został w 1605, drugi, Captain Humes Poeticall Musicke, w 1607 .
Tobias Hume jest bohaterem powieści Jerzego Pietrkiewicza Zdobycz i wierność.